# كنت في الرقة
كنت في الرقة هو كتاب للكاتب هادي يحمد يروي فيه قصة عضو سابق في تنظيم الدولة الإسلامية (داعش) يدعى محمد فاهم يقول أنه أحد التونسيين الجهاديين الذين انضموا إلى داعش بحلول تشرين الثاني/نوفمبر 2015.
يصفُ فاهم تجربته هو وأصدقاؤه خلال مذكراته، حيث قضى معظم وقته في الرقة بسوريا ثم عادَ في وقت لاحق إلى بلده. أثار الكتاب الكثير من الجدل بسبب مدافعته عن كلمة «الإرهاب الإسلامي» كما يعتبر الرواي أفعال داعش غير إسلامية. أصبحَ الكتاب في وقت ما من أكثر الكتب مبيعا في تونس وإيران.

## محتوی الكتاب
يتناول الكتاب قصة شاب تونسي من مواليد 1990 التحق بداعش في سوريا، وعاش وحارب عدة سنين ضمنها. لكنه فرّ منها في يناير 2016 واستقر بتركيا.
يقول الكاتب إن ما دفعه إلى تأليف هذا الكتاب هو انتشار الأعمال الإرهابية والقتل الأعمى في كل العالم طول السنوات الخمس الأخيرة وذلك تحت عنوان «نصرة الدولة الإسلامية».
فقام بتواصل مع أحد المقاتلين الفارين من التنظيم، وهو يدعى محمد الفاهم عبر الإنترنت؛ ثم اجرى معه للقاءات عديدة وجلسات إنصات في تركيا خلال شهري أكتوبر ونوفمبر من عام 2016، وكانت كل جلسة تستمر بين 5 و6 ساعات يوميا. ثم ألّف الكتاب عام 2017.
فقد يروي الإرهابي التونسي في هذا الكتاب تفاصيل حياته، بأنه ولد في دورتموند في ألمانيا، لكنّ عائلته انتقلت إلى محافظة نابل التونسية عندما كان في سنّ الخامسة خوفا من الضياع في ثقافة المهجر، ثم يروي ذكرياته عن مراحل النشأة والطفولة والمراهقة التي عاشها، ثم ينقل عن كيفية التحاقه بالصفوف الداعش ومسار هجرته السرية من تونس، مروراً باسطنبول ووصولاً إلى تل أبيض في سوريا. ويحدّث عن العلاقات بين المقاتلين وحياة المهاجرين وتطبيق الحدود وزواج النكاح وعن الهرمية التنظيمية ووعن الأمراء والجنود والدواوين وعن السبايا وعلاقتها بالمقاتلين وكذلك عن الحروب والغزوات التي خاضها. ثم يسرد قصة هروبه من التنظيم إلى ما بعده، بحثاً عن معنى جديد للحياة.
حاول الكاتب أن ينقل إلى القارئ ثلاثة أمور رئيسية؛ أوّلها النفسية الباطنية لشخصية الفاهم وكل ما فيها وما يحيط بها: طفولته، وتديّنه، وعلاقاته العائلية، وحبّه لأمه، وأزمة الهوية، وعلاقته بأمثاله من المتشددين، وشعوره عند الالتحاق والهرب من داعش، وتدريبه، وطباعه، وخوفه، وغبطته... كل شيء.
ثاني هذه الأمور هو كل ما يخص بداعش نفسها: من مقاتلوها وأنصارها ومهاجروها، وعلاقات السلطة بين أفرادها، ونمط الحياة في مدنها، والظلم والجور والشكوك الدائمة في ما بينهم، وخيبة أمل المقاتلين المهاجرين وذهولهم من حقيقة الدولة، والقتل، والدم، والرعب... وإضاءات كانت تحيط بالإرهابي العائد من الرقة.
ثالثة هذه المسائل، هو كشف دواعي الانسياق وراء التنظيمات الإرهابية والذي يسهّل تجنيد الإرهابيين وإرسالهم إلى ليبيا وسوريا، انطلاقاً من وصف دقيق لمحيط الفاهم منذ طفولته إلى حين وصوله إلى تل أبيض من الأسباب والمواقف التي ادت إلى انخراطه في صفوف داعش منها: التدين النشط، والمجتمع المحافظ، والقمع في تونس أيام ابن علي، والفساد الإداري والأمني، وضخّ الأموال وإرسال رجال الدين من دول أجنبية إلى تونس لتوسيع قاعدة المتطرفين والخ.

## الطبع والترجمة
صدر الكتاب عن دار النقوش العربية في تونس عام 2017، وجاء في 268 صفحة، وتوسط غلافه الصورة الحقيقة لصاحب القصة يرتدي بزة عسكرية. وحقق الكتاب مبيعات عالية تزامنا مع معرض الكتاب في تونس. أشار المؤلف إلى أن كتابه قد ترجم إلى الفرنسية والإنجليزية والفارسية.

## وصلات خارجية
- تنظيم داعش... الحرب على التراث الثقافي والذاكرة
- هادي يحمد - باحث في الحركات الإسلامية